# Uromyias
Az Uromyias a madarak (Aves) osztályának verébalakúak (Passeriformes) rendjébe és a királygébicsfélék (Tyrannidae) családjába tartozó nem. Egyes szervezetek az Anairetes nembe sorolják ezt a két fajt is.

## Rendszerezésük
A nemet Carl Eduard Hellmayr osztrák ornitológus írta le 1927-ben, az alábbi fajok tartoznak ide:
- Uromyias agilis[1] vagy Anairetes agilis[2]
- Uromyias agraphia[1] vagy Anairetes agraphia[2]

## Előfordulásuk
Dél-Amerikában, főleg az Andok területén honosak. Természetes élőhelyeik a szubtrópusi és trópusi hegyi esőerdők és magaslati cserjések. Állandó, nem vonuló fajok.

## Megjelenésük
Testhosszuk 12 centiméter körüli.